# Rubus pseudinfestus
Rubus pseudinfestus är en rosväxtart som beskrevs av Heinrich E. Weber. Rubus pseudinfestus ingår i släktet rubusar, och familjen rosväxter. Inga underarter finns listade i Catalogue of Life.